# Syneos Health
Syneos Health (inVentiv Health Clinical) est une entreprise pharmaceutique dont le siège social est située à Princeton au New Jersey. Syneos a ses bureaux à Québec, Montréal et Miami ,.

## Mission
La compagnie réalise des essais cliniques de bioéquivalence pour des entreprises pharmaceutiques dans plusieurs domaines thérapeutiques. Elle effectue également des études de phase I visant à évaluer de nouvelles molécules. Ce type d’étude est réalisé une fois qu’un médicament a passé avec succès les tests de laboratoire et pré-cliniques. Habituellement, un premier essai chez l’humain est effectué auprès d’un petit groupe de volontaires en santé. Le but principal de ce type d’étude est de déterminer l’éventail de doses sécuritaires pour administrer le médicament, et la méthode d’absorption et d’élimination du médicament dans le corps humain.
La majorité des essais cliniques requièrent des volontaires en bonne santé ou encore la participation de gens atteints de maladies. 

## Historique
inVentiv Health Clinique tire ses origines de la compagnie québécoise Anapharm fondée à Québec en 1994 par Marc LeBel et François Vallée, tous deux chercheurs à l’Université Laval. Après avoir été successivement acquise par SFBC International puis Pharmanet, l’entreprise devient finalement en janvier 2013 la division clinique d’inVentiv Health, une multinationale spécialisée dans l’industrie des soins de santé. L’entreprise compte 13 000 employés déployés dans plus de 35 pays, dont près de 500 dans les bureaux de Québec et Montréal.

## Clinique
La clinique d’inVentiv Health Clinique située à Québec compte 5 unités contenant de 35 à 60 lits chacune. Les participants dorment dans des chambres d’un maximum de 8 participants ou dans un dortoir. La clinique est en fonction jour et nuit. inVentiv Health Clinique a aussi un bureau à Montréal pour accueillir des participants lors de leurs visites de retour.

## Laboratoire
inVentiv Health Clinique possède également un laboratoire de bioanalytique de 16 000 pi2 situé à Québec.